# Nomadi 50
Nomadi 50 è un cofanetto di tredici dischi (nove CD e quattro DVD), pubblicata tra il 4 novembre 2013 ed il 27 gennaio 2014 in allegato al Corriere della Sera e alla Gazzetta dello Sport e dedicata ai cinquant'anni di attività del gruppo musicale italiano dei Nomadi.

## Descrizione
La raccolta, curata dal critico musicale Mario Luzzatto Fegiz e dal tastierista e fondatore dei Nomadi Beppe Carletti, si compone di tredici dischi: i primi cinque CD e il primo DVD sono stati registrati live, e ripropongono parte dei tre concerti tenuti dal gruppo a Cesenatico il 14, 15 e 16 giugno 2013, in occasione del loro cinquantennale, anche se le canzoni non seguono l'ordine reale della scaletta, ma sono state raggruppate per attinenza e argomenti; i dischi successivi, invece, raccontano la storia del gruppo mettendo a confronto le voci di Augusto Daolio, Danilo Sacco, Massimo Vecchi e Cristiano Turato, nonché i diversi stili musicali attraversati dalla band.
Quasi tutti i brani cantanti da Augusto sono versioni alternative e inedite di canzoni già pubblicate, registrate negli anni ottanta; l'ultimo Cd, invece, raccoglie dieci dei circa cinquanta brani reincisi dai Nomadi per un loro nuovo album.
Il secondo e il terzo DVD ripropongono un concerto dei Nomadi registrato nel settembre del 1991 e rimasto inedito, commentato da Luzzatto Fegiz e da Carletti; l'ultimo DVD mostra immagini degli anni sessanta e novanta del gruppo nei momenti di svago tra un concerto e l'altro, racconta il loro viaggio a Cuba del 1994 e un viaggio di Carletti in Madagascar, dove era impegnato in una missione umanitaria.
I dischi sono contenuti all'interno di un cofanetto di colore rosso che reca impressa la scritta Nomadi 50.

## Tracce

### CD 1:Ma che film la vita (live a Cesenatico)
1. Ma che film la vita
2. Senza patria
3. C'è un re
4. Marinaio di vent'anni
5. Sangue al cuore
6. La collina
7. Il fiore nero
8. Noi
9. Alba sul mare (musicale)
10. Suoni (musicale)
11. Io vagabondo

### CD 2:Io voglio vivere (live a Cesenatico)
1. Io voglio vivere
2. Un pugno di sabbia
3. Tutto a posto
4. Apparenze
5. Né gioia né dolore
6. Abbi cura di te
7. Gli aironi neri
8. Ti lascio una parola (Goodbye)
9. Se non ho te
10. Crescerai

### CD 3:Una storia da raccontare (live a Cesenatico)
1. Una storia da raccontare
2. Il pilota di Hiroshima
3. L'ultima salita
4. L'uomo di Monaco
5. Ricordati di Chico
6. Ad Est ad Est
7. Auschwitz
8. Fuori
9. La storia
10. Noi non ci saremo

### CD 4:Utopia (live a Cesenatico)
1. Utopia
2. La libertà di volare
3. Canzone per un'amica
4. Dove si va
5. Il paese
6. Amore che prendi amore che dai
7. Naracauli
8. Ho difeso il mio amore
9. Jenny
10. Mediterraneo

### CD 5:Nomadi oggi (live a Cesenatico)
1. Anni di frontiera
2. La mia terra
3. Non avrai
4. Terzo tempo
5. Ancora ci sei
6. Primo Chakra (musicale)
7. Tarassaco
8. Un altro cielo
9. Il vento tra le mani
10. Dio è morto
11. Ala bianca
12. Gli aironi neri (feat. Dolcenera)

### CD 6:I tre cantori
1. Segnali caotici
2. Il pilota di Hiroshima
3. L'uomo di Monaco
4. Toccami il cuore
5. Fatti miei
6. Un po' di me
7. Ancora ci sei
8. Non avrai
9. Addormentato ma non troppo

### CD 7:I segreti di Augusto
1. Howdjadoo (Radio Bugadera)
2. Ma come fa la gente sola (Eleaonor Rigby)
3. Intro (parlato) + Medley Bob Dylan: Knockin' on Heaven's Door
4. Ti voglio (I want you)
5. Aiutala e la speranza (parlato)
6. Rotolando va
7. Intro L'uomo di Monaco (parlato)
8. L'uomo di Monaco
9. I gatti randagi
10. Salvador
11. Presentazione Nomadi (parlato)
12. Come potete giudicar
13. Vigilante man (Radio Bugadera)

### CD 8:Da Augusto a Cristiano
1. Aiutala
2. Apparenze
3. Lontano
4. Terzo tempo
5. Babilonia
6. Un altro cielo
7. La deriva
8. Tarassaco
9. Bianchi e neri
10. Fuori

### CD 9:Oggi le cantiamo così
1. Il vento del nord
2. La mia terra
3. Salutami le stelle
4. Ti lascio una parola (Goodbye)
5. Utopia
6. Gordon
7. Auschwitz
8. Dio è morto
9. Naracauli
10. Il fiore nero

### DVD 1:Suoni e colori (live a Cesenatico)
1. Intro
2. Ma che film la vita
3. Ancora ci sei
4. Gli aironi neri (ospite Dolcenera)
5. Fuori
6. Un pugno di sabbia
7. Sangue al cuore
8. Io voglio vivere
9. Apparenze
10. L'uomo di Monaco
11. Io vagabondo

### DVD 2:Augusto live inedito (1ª parte)
1. C'è un re
2. Gli aironi neri
3. La collina
4. Ala bianca
5. Il serpente piumato
6. Auschwitz
7. Ho difeso il mio amore
8. Uno come noi

### DVD 3:Augusto live inedito (2ª parte)
1. Ricordati di Chico
2. Come potete giudicar
3. Noi non ci saremo
4. Canzone per un'amica
5. Dio è morto
6. Io vagabondo

### DVD 4:Nomadi dietro le quinte (docufilm, fan club, beneficenza)
1. Sfogliando tra i ricordi
2. I Nomadi a Cuba
3. Solidarietà (alcune iniziative)

## Formazione
Di seguito sono indicati i componenti dei Nomadi presenti nella raccolta, nei cd e/o nei DVD.
- Augusto Daolio - voce
- Danilo Sacco - voce, chitarra
- Cristiano Turato - voce, chitarra
- Beppe Carletti - tastiere
- Franco Midili - chitarra
- Chris Dennis - chitarra, violino
- Cico Falzone - chitarre
- Gianni Coron - basso
- Umberto Maggi - basso
- Dante Pergreffi - basso
- Elisa Minari - basso
- Massimo Vecchi - basso, voce
- Bila Copellini - batteria
- Paolo Lancellotti - batteria
- Daniele Campani - batteria
- Francesco Gualerzi - voce, strumenti a fiato
- Sergio Reggioli - violino